# Lucas Rey
Lucas Rey (Buenos Aires, 11 ottobre 1982) è un hockeista su prato argentino.

## Palmarès

### Olimpiadi
- 1 medaglia:
  - 1 oro (Rio de Janeiro 2016)

### Mondiali
- 1 medaglia:
  - 1 bronzo (L'Aia 2014)

### Champions Challenge
- 2 medaglie:
  - 2 ori (Alessandria d'Egitto 2005; Boom 2007)

### Giochi panamericani
- 2 medaglie:
  - 1 oro (Guadalajara 2011)
  - 1 argento (Rio de Janeiro 2007)